# Nyctimene robinsoni
Nyctimene robinsoni је врста сисара из реда слепих мишева и породице велики љиљци.

## Распрострањење
Аустралија је једино познато природно станиште врсте.

## Станиште
Врста Nyctimene robinsoni има станиште на копну.

## Начин живота
Женка обично окоти по једно младунче. 

## Угроженост
Ова врста није угрожена, и наведена је као последња брига јер има широко распрострањење.

### Популациони тренд
Популациони тренд је за ову врсту непознат.